# آلن کورتیس
آلن کورتیس (انگلیسی: Alan Curtis؛ ‏ ۲۴ ژوئیهٔ ۱۹۰۹ – ۲ فوریهٔ ۱۹۵۳) یک هنرپیشه اهل ایالات متحده آمریکا بود. وی بین سال‌های ۱۹۳۶ تا ۱۹۵۱ میلادی فعالیت می‌کرد.
از فیلم‌هایی که وی در آن نقش داشته است، می‌توان به مانکن، مجنون هیتلر و ماجرای پرشور هالیوود اشاره کرد.

## مرگ
کورتیس در بیمارستان سنت کلر در منهتن یک عمل معمول کلیه انجام داد. چند ساعت پس از عمل جراحی، در حالی که او مقداری چای می نوشید، به مدت چهار دقیقه در حالی که قلبش از کار افتاد، «مرد».  او دوباره احیا شد و به به ظر  می رسید که در حال بهبود است ، اما پنج روز بعد در چهل و سه سالگی درگذشت.